# Yael Abecassis
Yael Abecassis (hebreu: יעל אבקסיס‎; nascuda el 19 de juliol de 1967) és una actriu i model israeliana.

## Biografia
Yael Abecassis va néixer a Ascaló, Israel, de pares d'origen jueu marroquí. Abecassis es va casar amb l'actor israelià Lior Miller el 1996 i té un fill. Es van divorciar el 2003. Actualment està casada amb l'empresari i filantrop Ronny Douek. Abecassis és filla de Raymonde Abecassis, una cantant i actriu marroquina-israeliana.

## Carrera de modelatge i actor
Yael Abecassis va començar a fer de model als 14 anys. Més tard es va ramificar en la televisió i el cinema, apareixent en anuncis publicitaris i protagonitzant Rivka a Kadosh, un relat de 1999 de El Dybbuk dirigida per Amos Gitai. A la dècada de 1990, va actuar com a presentadora de programes de televisió israelians per a nens i va produir vídeos musicals per a nadons i nens petits. A finals de la dècada de 1990, va deixar la televisió per seguir una carrera com a actriu dramàtica. Va protagonitzar diverses pel·lícules d'Amos Gitai i ha obtingut crítiques favorables, especialment a França.

## Producció cinematogràfica
El 2012, Abecassis va obrir una productora cinematogràfica, Cassis Films. La primera pel·lícula de la companyia, Aya, va ser un dels cinc curts internacionals nominats als Premis Oscar de 2015.

## Vida personal
El 1996 Abecassis es va casar amb l'actor Lior Miller i aquell mateix any la parella va tenir un fill. L'any 2003 els dos es van divorciar.
Des del 2004 va tenir una relació amb l'empresari Roni Duack, i van tenir un fill el 2005. La parella es va separar el 2014.
Des del 2018 manté una relació amb la personalitat de la vida nocturna Tzach Bar i resideix a Rishpon.

## Filmografia
- Echo (2019)
- Light rail (2018)
- Driver (2018)
- Rabin, the Last Day (2015)
- A Borrowed Identity (2014)
- Atlit (2014)
- Latzud Pilim (2013), Dorit
- Hatufim (2010), Talia Klein
- (2008), Lili
- Survivre avec les loups (2007)
- Sans moi (2007), Marie
- Papa (2005/II), Léa
- Va, vis et deviens (2005), Yaël Harrari
- Until Tomorrow Comes (2004), Daughter
- Alila (2003), Gabi
- Ballo a tre passi (2003)
- Haïm Ze Haïm (2003)
- Miss Entebbe (2003), Elise
- Bella ciao (2001), Nella
- Maria, figlia del suo figlio (2000), Maria de Nazaret[6]
- Kadosh (1999), Rivka
- Shabatot VeHagim (1999), Ella
- Passeur d'enfants (1997), Yael
- L'enfant de la terre promise (1997), Yael
- L'enfant d'Israel (1997)
- Hakita Hameofefet (1995)
- Ha-Yerusha (1993)
- Zarim Balayla (1993)
- Sipurei Tel-Aviv (1992), Sharona
- Pour Sacha (1991), Judith

## Premis
A la secció oficial de la XXIX edició de la Mostra de València va guanyar el premi a la millor actuació femenina pel seu paper a Shiv’ah.